# 索菲亞尼湖

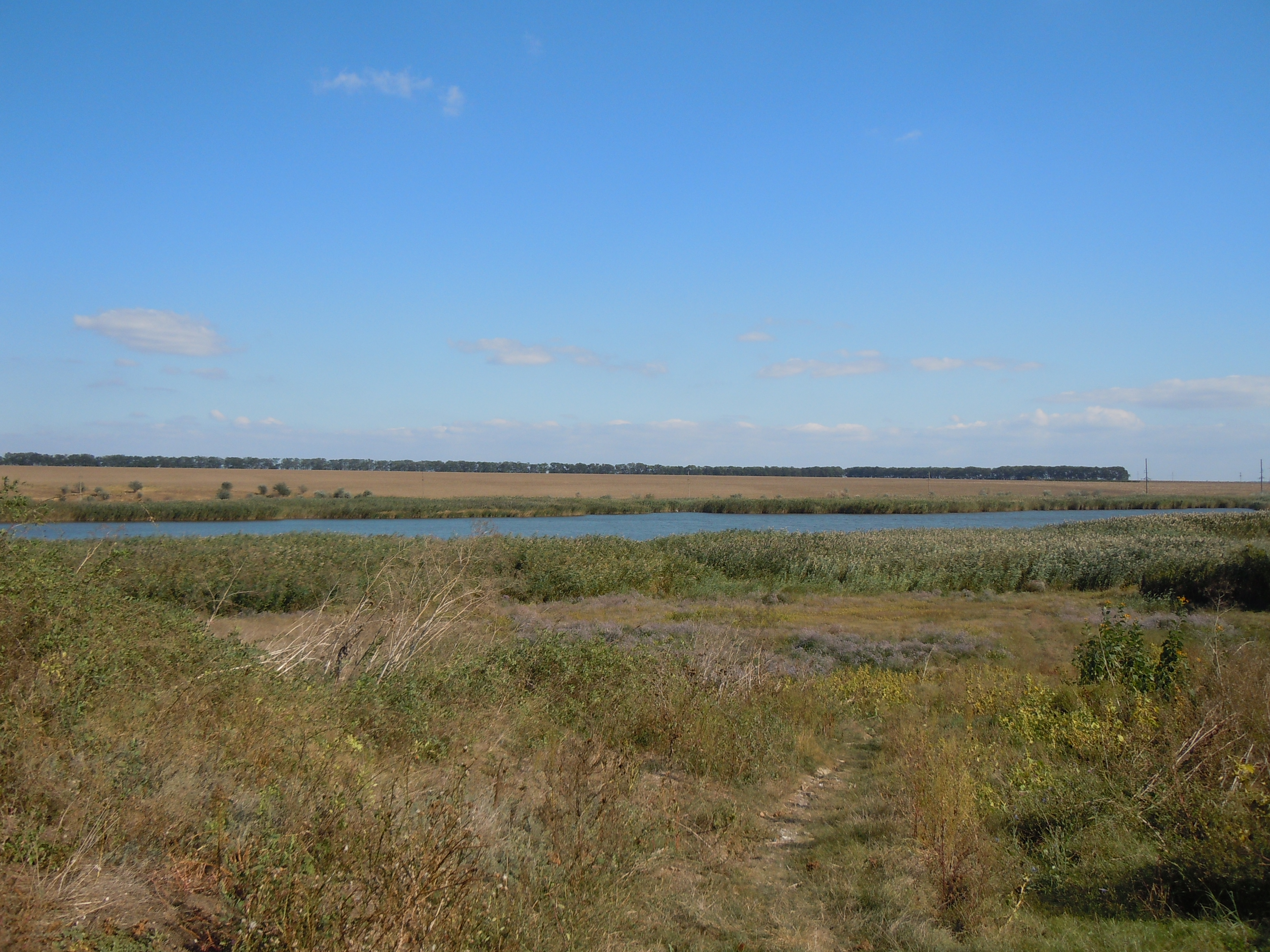

索菲亞尼湖（烏克蘭語：Саф'яни），是烏克蘭的湖泊，位於該國西南部敖德薩州，處於多瑙河下游，長6.5公里、寬1公里，面積4.2平方公里，平均水深3.5至4米。
45°22′42″N 28°54′37″E / 45.37833°N 28.91028°E